# Воскресеновка (Мамлютський район)
Воскресе́новка (каз. Воскресенов) — село у складі Мамлютського району Північноказахстанської області Казахстану. Адміністративний центр Воскресеновського сільського округу.
Населення — 840 осіб (2021; 931 у 2009, 1163 у 1999, 1216 у 1989).
Національний склад станом на 1989 рік:
- росіяни — 75 %.